# Pollenia mediterranea
Pollenia mediterranea este o specie de muște din genul Pollenia, familia Calliphoridae, descrisă de Grunin în anul 1966. Conform Catalogue of Life specia Pollenia mediterranea nu are subspecii cunoscute.